# Palavras de Amor — Ao Vivo
Palavras de Amor — Ao Vivo é o primeiro álbum ao vivo da dupla sertaneja César Menotti & Fabiano, lançado em 2005 pela Universal Music. O show foi gravado no Café Cancún, em Belo Horizonte, nos dias 31 de agosto e 1 de setembro de 2005 por Flávio Senna, dirigido por Pinocchio (áudio) e Santiago Ferraz (vídeo). O álbum é considerado um dos responsáveis pela mudança na música sertaneja, sendo nele o surgimento de um novo estilo, que mais tarde viria a ser chamado de Sertanejo universitário.

## Lista de Faixas
| DVD            |                                                              |                                                              |         |  |
| N.º            | Título                                                       | Compositor(es)                                               | Duração |  |
| 1.             | "Como Um Anjo"                                               | Lucas Robles Roberto Merli                                   | 3:11    |  |
| 2.             | "Tentei te Esquecer / Coração está em Pedaços / Fica Comigo" | Cruz Gago / Zezé Di Camargo / Piska, Eduardo, Adriano        | 6:37    |  |
| 3.             | "A Carta"                                                    | Raul Sampaio Benil Santos                                    | 2:47    |  |
| 4.             | "Sem Medo de Ser Feliz"                                      | Z. Camargo                                                   | 3:20    |  |
| 5.             | "Mensagem Pra Ela"                                           | César Menotti Geraldo Campos                                 | 2:42    |  |
| 6.             | "Esperando na Janela"                                        | Blanch                                                       | 2:54    |  |
| 7.             | "Leilão"                                                     | Chrystian Lima Ivo Lima                                      | 3:59    |  |
| 8.             | "Aqui Não"                                                   | Pinocchio                                                    | 2:24    |  |
| 9.             | "Lugar Melhor que BH"                                        | C. Menotti Jader Joanes                                      | 2:42    |  |
| 10.            | "Bão Tamém"                                                  | Pinocchio C. Menotti Fabiano                                 | 2:42    |  |
| 11.            | "Sempre seu Homem"                                           | Cecílio Nena                                                 | 2:35    |  |
| 12.            | "Paixão Mineira"                                             | G. Campos Pinocchio                                          | 3:14    |  |
| 13.            | "Tá Chovendo Amor / Onde tem Som de Viola"                   | Pinocchio / C. Menotti, Fabiano                              | 3:48    |  |
| 14.            | "Telefone Mudo"                                              | Franco Peão Carreiro                                         | 3:06    |  |
| 15.            | "Amargurado"                                                 | Tião Carreiro Dino Franco                                    | 3:22    |  |
| 16.            | "Na Hora do Adeus"                                           | Carlos Colla Chico Roque                                     | 3:09    |  |
| 17.            | "Caso Marcado"                                               | Christian Weber Marquito                                     | 3:21    |  |
| 18.            | "Tô Morrendo de Saudade"                                     | Nino Jeferson Farias                                         | 2:21    |  |
| 19.            | "Nova York / O que Tiver que Vir Virá"                       | Chrystian, Ralf / Augusto César, César Augusto               | 3:41    |  |
| 20.            | "Me Apaixonei (A Primeira Vez que Eu te Vi)"                 | Pinocchio                                                    | 3:34    |  |
| 21.            | "Cana Verde / Erguei as Mãos"                                | Tonico, Tinoco / Tradicional, Adaptação: Padre Marcelo Rossi | 4:46    |  |
| Duração total: | Duração total:                                               | Duração total:                                               | 70:15   |  |

| CD             |                                                |                                  |         |  |
| N.º            | Título                                         | Compositor(es)                   | Duração |  |
| 1.             | "Como Um Anjo"                                 |                                  | 2:36    |  |
| 2.             | "Tentei te Esquecer / Coração está em Pedaços" |                                  | 4:12    |  |
| 3.             | "Fica Comigo"                                  |                                  | 2:36    |  |
| 4.             | "Sem Medo de Ser Feliz"                        |                                  | 2:59    |  |
| 5.             | "Mensagem Pra Ela"                             |                                  | 2:42    |  |
| 6.             | "Esperando na Janela"                          |                                  | 2:54    |  |
| 7.             | "Leilão"                                       |                                  | 3:18    |  |
| 8.             | "Aqui Não"                                     |                                  | 2:24    |  |
| 9.             | "Lugar Melhor que BH / Magia e Mistério"       | C. Menotti, J. Joanes / Bob, Joe | 5:41    |  |
| 10.            | "Bão Tamém"                                    |                                  | 2:42    |  |
| 11.            | "Sempre seu Homem"                             |                                  | 2:35    |  |
| 12.            | "Paixão Mineira"                               |                                  | 3:14    |  |
| 13.            | "Amargurado"                                   |                                  | 3:23    |  |
| 14.            | "Na Hora do Adeus"                             |                                  | 3:12    |  |
| 15.            | "Caso Marcado"                                 |                                  | 3:17    |  |
| 16.            | "Nova York / O que Tiver que Vir Virá"         |                                  | 3:41    |  |
| 17.            | "Me Apaixonei (A Primeira Vez que Eu te Vi)"   |                                  | 3:30    |  |
| 18.            | "Cana Verde / Erguei as Mãos"                  |                                  | 4:45    |  |
| Duração total: | Duração total:                                 | Duração total:                   | 59:41   |  |

## Certificações

### CD
| Brasil (PMB)                              | 2× Platina | 2008 | 200.000* |
| *número de vendas baseado na certificação |            |      |          |

### DVD
| Brasil (PMB)                              | Diamante | 2007 | 250.000* |
| *número de vendas baseado na certificação |          |      |          |